# 13774 Spurný
13774 Spurný è un asteroide della fascia principale. Scoperto nel 1998, presenta un'orbita caratterizzata da un semiasse maggiore pari a 3,0159366 UA e da un'eccentricità di 0,0956565, inclinata di 9,27139° rispetto all'eclittica.